# Rio Selawik
O rio Selawik (em inupiaque: Siiḷivium Kuuŋa; em koyukon: Nozaatne) é um curso de água localizado no noroeste do Alasca, nos Estados Unidos, com cerca de 225 quilômetros de extensão. Tem sua nascente nas Montanhas Purcell, próximas às colinas Zane, e segue predominantemente para oeste, atravessando o Refúgio Nacional da Vida Selvagem de Selawik até desaguar no Lago Selawik, que por sua vez se conecta ao golfo de Kotzebue, no mar de Tchuktchi. O curso do rio situa-se aproximadamente na latitude do Círculo Polar Ártico.
A localidade de Selawik está situada nas proximidades da foz do rio. O rio é utilizado tanto para pesca de subsistência pelos moradores da região quanto para atividades de lazer, como rafting e pesca esportiva.